# Venustiano Carranza kommun, Michoacán de Ocampo
Venustiano Carranza är en kommun i Mexiko.   Den ligger i delstaten Michoacán de Ocampo, i den centrala delen av landet, 400 km väster om huvudstaden Mexico City. Antalet invånare är 23 457. Arean är 227 kvadratkilometer.
Terrängen i Venustiano Carranza är platt åt nordost, men åt sydväst är den kuperad.
Följande samhällen finns i Venustiano Carranza:
- Venustiano Carranza
- Cerrito de Pescadores
- La Sábila
- Cuatro Esquinas